# Fatehpur (Uttar Pradesh)
Fatehpur, en hindi : फतेहपुर, est une ville du district de Fatehpur, dans l'État de l'Uttar Pradesh, en Inde. Selon le recensement de l'Inde de 2011, elle compte une population de 193 193 habitants.